# Inazuma (destroyer, 1932)
Pour les autres navires du même nom, voir Inazuma (destroyer).
L'Inazuma (電) était un destroyer de la classe Akatsuki en service dans la Marine impériale japonaise entre 1932 et 1944.

## Historique
Peu après sa mise en service le 9 juin 1934, l'Inazuma est entré en collision avec le destroyer Miyuki le 29 juin 1934 lors de manœuvres au large de l'île de Cheju. La collision coula le Miyuki et arracha la proue de l'Inazuma, qui fut remorqué jusqu'à l'arsenal naval de Sasebo par le croiseur lourd Nachi pour y être réparé.
Une fois les réparations terminées, il fut affecté dans la 6e division de destroyers (1re flotte) en compagnie de ses navires jumeaux Ikazuchi, Akatsuki et Hibiki, participant aux opérations lors de la deuxième guerre sino-japonaise.

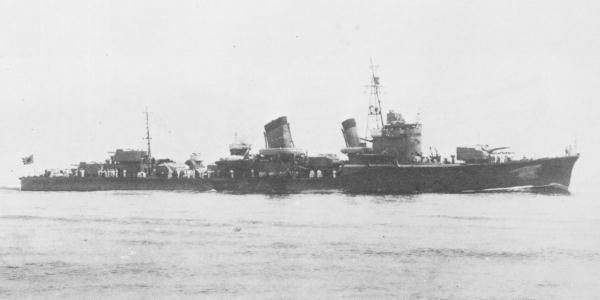
LInazuma en 1937.

### Seconde Guerre mondiale
Au moment de l'attaque de Pearl Harbor, l'Inazuma est affecté à la 6e division de destroyers de la 1re flotte et déployé depuis le district de garde de Mako pour couvrir les opérations de débarquements lors de l'invasion de Hong Kong. Après avoir assisté le croiseur Isuzu dans le naufrage des canonnières britanniques HMS Cicada et HMS Robin, il aide à sécuriser le port de Hong Kong.
Au début de 1942, le destroyer est déployé de Hong Kong à Davao, couvrant des opérations de débarquements pendant la bataille de Manado dans les Indes orientales néerlandaises. Le 20 janvier, l'Inazuma entre en collision avec le transport Sendai Maru à Davao. Ayant subi des dommages considérables, il est réparé par le Akashi (en) puis envoyé à Mako pour une rénovation.
Le 1er mars, l'Inazuma participe à la deuxième bataille de la mer de Java, où il prend part au naufrage du destroyer américain USS Pope, du destroyer britannique HMS Encounter et du croiseur HMS Exeter. Il sauva par ailleurs 376 survivants de l'Exeter et 151 du Pope.
Après avoir participé à des opérations dans les Philippines en mars, il retourna à l'arsenal naval de Yokosuka pour des réparations et des modifications en avril.
L'Inazuma est déployé depuis le district de garde d'Ōminato, appuyant de la force nordique de l'amiral Boshiro Hosogaya lors de la campagne des Aléoutiennes, patrouillant dans les eaux autour de Kiska et d'Attu en juin et juillet, et sauvant 36 survivants du destroyer torpillé Nenohi. Il effectua ces missions dans les îles Kouriles et Aléoutiennes jusqu'au début du mois d'août.
À partir de septembre, l'Inazuma est réaffecté à partir du district naval de Kure où il participe à des exercices d'entraînement en mer intérieure de Seto avec les nouveaux porte-avions Jun'yō et Hiyō. À partir d'octobre, il escorta ces porte-avions jusqu'à Truk tout en patrouillant dans la zone et vers le nord des îles Salomon.
Au cours de la première et deuxième bataille navale de Guadalcanal du 12 au 15 novembre, l'Inazuma revendique le naufrage d'un croiseur américain (non confirmé) et participe à la destruction des destroyers américains USS Benham, USS Walke, USS Preston et USS Gwin.
Après la bataille, le destroyer est basé à Truk où il prend part à de nombreux « Tokyo Express » à travers les îles Salomon.
À la mi-janvier 1943, l'Inazuma est envoyé en cale sèche à Kure, en escortant les navires Zuikaku, Mutsu et Suzuya. Après les réparations achevées en février, il est transféré à Ōminato pour reprendre les patrouilles des eaux du nord. En mars, il prend part à la bataille des îles Komandorski, en escortant les transports; mais ne prend part à aucun combat. D'avril à la fin de 1943, il escorte de nombreux convois entre Yokosuka et Truk.
En février 1944, l'Inazuma est réaffecté à la flotte combinée et, à partir de mars, sert principalement d'escorte pour le porte-avions Chiyoda lors de diverses missions à Palau.
Alors qu'il escortait un convoi de Manille vers Balikpapan le 14 mai 1944, l'Inazuma explosa après avoir été touché par des torpilles lancées par l'USS Bonefish (en) en mer des Célèbes, près de Tawi-Tawi, à la position 5° 08′ N, 119° 38′ E. Son navire jumeau Hibiki secourt 125 survivants; son capitaine, le commandant Tokiwa, fait partie des disparus.
Le destroyer est rayé des listes de la marine le 10 juin 1944.